# أسعار وساطة
في السياسات الزراعية، سعر الوساطة هو السعر الذي تكون عنده وكالات الوساطة الوطنية في الاتحاد الأوروبي ملزمة بشراء أي كمية من السلعة المعروضة عليهم بغض النظر عن مستوى أسعار السوق (على افتراض أن هذه السلع تلبي المواصفات المحددة ومعايير الجودة). لذلك، فإن سعر الوساطة يكون بمثابة أرضية لأسعار السوق. وقد شكلت مشتريات الوساطة إحدى آليات السياسة الرئيسية التي تنظم أسواق الاتحاد الأوروبي في سلع السكر والحبوب والزبدة ومسحوق الحليب منزوع الدسم ولحوم البقر (حتى 2002).